# Juan de Guillelmi y Andrada-Vanderwilde
 Juan José de Dios Guillelmi Andrada-Vanderwilde  (Sevilla, 1744 -Madrid, 1808)[cita requerida] Caballero de Santiago, administrador colonial español, que fuera gobernador y capitán general de la provincia de Venezuela entre 1786 y 1792. 

## Biografía
Nacido en Sevilla el 17 de febrero de 1744, fue el quinto hijo de Lorenzo Nicolás Guillelmi Desloges y de Melchora Andrada-Vanderwilde Casens.
Casado con su prima María de la Concepción Valenzuela. Guillelmi era militar y tenía un buen historial de servicios, había estado en Santo Domingo como capitán de artillería y luego en Cuba donde fue teniente del Rey y subinspector de tropas de La Habana.

## Capitán General de Venezuela
En 1786 fue nombrado gobernador y capitán general de Venezuela, llegó a Caracas el 14 de febrero de 1786, cuando se posesionó como gobernador. Ese mismo año se creó la Comandancia General de Barinas, territorio que hasta entonces había pertenecido a Maracaibo. El 6 de julio de 1786 además se creó la Real Audiencia de Caracas y el gobernador y capitán general asumió su presidencia. Otra actuación administrativa importante, aunque en lo eclesiástico, fue la creación del obispado de Guayana en 1790, con los territorios de Cumaná, Guayana, Margarita y Trinidad. El primer obispo fue Francisco de Ibarra, También acometió algunas obras públicas notables, como el puente de Anauco, la Casa de la Misericordia y el cuartel de la tropa veterana.
En 1788 falleció Carlos III, a quien se hicieron grandes exequias en Caracas y al año siguiente se inició la Revolución francesa, motivo por el cual Carlos IV ordenó el estado de alerta en todos sus dominios americanos. Guillermi tuvo que vigilar la entrada de propaganda revolucionarias francesa y la llegada de negros de las colonias francesas. Terminó su mandato el 1 de octubre de 1792, cuando fue nombrado para sucederle el brigadier Pedro Carbonell.
Falleció en Madrid el 16 de junio de 1808.
| Precedido por: Manuel Gonzalez de Aguilar | Capitán General de Venezuela 14 de febrero de 1786 - 1 de octubre de 1792 | Sucedido por: Pedro Carbonell |